# ماكسي إجليسياس
ماكسي إجليسياس هو ممثل ومقدم برامج إسباني ولد في 6 فبراير 1991.